# Драбишна
Драбишна е село в Южна България. То се намира в община Ивайловград, област Хасково.

## География
Драбишна отстои на 5 km югоизточно от общинския център Ивайловград. Селото лежи в югоизточния край на малко в крайните части на Източните Родопи. През селото преминава река Армира (Атеренската река). На изток от селото е българо-гръцката граница, която е откъснала част от някогашното землище на селото.

## История
При избухването на Балканската война в 1912 година четирима души от Драбишна са доброволци в Македоно-одринското опълчение.
През Междусаюзническата война, през лятото на 1913 г. селото е окупирано от турската войска. Благодарение на навременно предупреждение за настъпващите турци, повечето от жителите се спасили като избягали в посока България. От 132 къщи в селото, само 15 не били изоставено. Когато пристигнала турската войска заварвайки толкова много празни къщи се настанила в тях, като една използвали за канцелария, друга за затвор, а други използвали за склад на ограбената реколта от околните села. Жителите, които останали в селото са измъчвани и избити а имотите разграбени.

## Личности
- Димитър Стамболов (1869 – 1964), български революционер на ВМОРО
- Стамбол Димитров (1829 – 1936), борец за църковна независимост в Ортакьойско
- Руси Димитров (1876 – 1929), български революционер на ВМОРО

## Галерия
- Драбишна
- Църквата
- Старият дъб
- Стадо край Армира
- Старата вишка